# On top of the world (Imagine Dragons)
On top of the world is een nummer en single van Imagine Dragons.
Het nummer werd toegevoegd aan de soundtrack van het computerspel FIFA 13. Ook werd deze single gebruikt in de radio-en televisie reclame voor de "Galaxy Note" van Samsung.

## Tracklist
| Soort geluidsdrager | Uitgebracht | Tracks              | Duur |
| ------------------- | ----------- | ------------------- | ---- |
| Download            | 27-05-2013  | On top of the world | 3:09 |

## Hitnoteringen
| Hitlijst                    | Datum van binnenkomst | Hoogste positie | Aantal weken | Laatste notering |
| --------------------------- | --------------------- | --------------- | ------------ | ---------------- |
| Single Top 100, Mega Top 50 | 27-07-2013            | 14              | 29           | *                |
| Nederlandse Top 40          | 03-08-2013            | 10              | 18           | 30-11-2013       |
| Australische Top 50         | 11-08-2013            | 10              | 26           | 02-02-2014       |
| Duitse Top 100              | 31-08-2013            | 13              | 14           | 30-11-2013       |
| Nieuw-Zeelandse Top 40      | 07-10-2013            | 10              | 18           | *                |
| Oostenrijkse Top 75         | 30-08-2013            | 6               | 18           | 10-01-2014       |
| Spaanse Top 50              | 09-06-2013            | 21              | 22           | 05-01-2014       |
| UK Singles Chart            | 13-04-2013            | 34              | 36           | 18-01-2014       |
| Billboard Hot 100           | 15-02-2014            | 100             | 1            | *                |
| Zweedse Top 60              | 19-07-2013            | 40              | 11           | 04-10-2013       |
| Zwitserse Top 75            | 15-09-2013            | 14              | 21           | *                |

### Nederlandse Top 40
| Hitnotering: 03-08-2013 t/m 30-11-2013 | Hitnotering: 03-08-2013 t/m 30-11-2013 | Hitnotering: 03-08-2013 t/m 30-11-2013 | Hitnotering: 03-08-2013 t/m 30-11-2013 | Hitnotering: 03-08-2013 t/m 30-11-2013 | Hitnotering: 03-08-2013 t/m 30-11-2013 | Hitnotering: 03-08-2013 t/m 30-11-2013 | Hitnotering: 03-08-2013 t/m 30-11-2013 | Hitnotering: 03-08-2013 t/m 30-11-2013 | Hitnotering: 03-08-2013 t/m 30-11-2013 | Hitnotering: 03-08-2013 t/m 30-11-2013 | Hitnotering: 03-08-2013 t/m 30-11-2013 | Hitnotering: 03-08-2013 t/m 30-11-2013 | Hitnotering: 03-08-2013 t/m 30-11-2013 | Hitnotering: 03-08-2013 t/m 30-11-2013 | Hitnotering: 03-08-2013 t/m 30-11-2013 | Hitnotering: 03-08-2013 t/m 30-11-2013 | Hitnotering: 03-08-2013 t/m 30-11-2013 | Hitnotering: 03-08-2013 t/m 30-11-2013 | Hitnotering: 03-08-2013 t/m 30-11-2013 |
| Week:                                  | 1                                      | 2                                      | 3                                      | 4                                      | 5                                      | 6                                      | 7                                      | 8                                      | 9                                      | 10                                     | 11                                     | 12                                     | 13                                     | 14                                     | 15                                     | 16                                     | 17                                     | 18                                     |                                        |
| -------------------------------------- | -------------------------------------- | -------------------------------------- | -------------------------------------- | -------------------------------------- | -------------------------------------- | -------------------------------------- | -------------------------------------- | -------------------------------------- | -------------------------------------- | -------------------------------------- | -------------------------------------- | -------------------------------------- | -------------------------------------- | -------------------------------------- | -------------------------------------- | -------------------------------------- | -------------------------------------- | -------------------------------------- | -------------------------------------- |
| Positie:                               | 27                                     | 25                                     | 21                                     | 16                                     | 10                                     | 12                                     | 11                                     | 15                                     | 15                                     | 11                                     | 13                                     | 15                                     | 19                                     | 20                                     | 25                                     | 26                                     | 38                                     | 40                                     | uit                                    |

### Single Top 100 en Mega Top 50
| Hitnotering: 27-07-2013 t/m | Hitnotering: 27-07-2013 t/m | Hitnotering: 27-07-2013 t/m | Hitnotering: 27-07-2013 t/m | Hitnotering: 27-07-2013 t/m | Hitnotering: 27-07-2013 t/m | Hitnotering: 27-07-2013 t/m | Hitnotering: 27-07-2013 t/m | Hitnotering: 27-07-2013 t/m | Hitnotering: 27-07-2013 t/m | Hitnotering: 27-07-2013 t/m | Hitnotering: 27-07-2013 t/m | Hitnotering: 27-07-2013 t/m | Hitnotering: 27-07-2013 t/m | Hitnotering: 27-07-2013 t/m | Hitnotering: 27-07-2013 t/m | Hitnotering: 27-07-2013 t/m | Hitnotering: 27-07-2013 t/m | Hitnotering: 27-07-2013 t/m | Hitnotering: 27-07-2013 t/m | Hitnotering: 27-07-2013 t/m |
| Week:                       | 1                           | 2                           | 3                           | 4                           | 5                           | 6                           | 7                           | 8                           | 9                           | 10                          | 11                          | 12                          | 13                          | 14                          | 15                          | 16                          | 17                          | 18                          | 19                          | 20                          |
| --------------------------- | --------------------------- | --------------------------- | --------------------------- | --------------------------- | --------------------------- | --------------------------- | --------------------------- | --------------------------- | --------------------------- | --------------------------- | --------------------------- | --------------------------- | --------------------------- | --------------------------- | --------------------------- | --------------------------- | --------------------------- | --------------------------- | --------------------------- | --------------------------- |
| Positie:                    | 64                          | 37                          | 32                          | 23                          | 14                          | 16                          | 17                          | 19                          | 23                          | 21                          | 23                          | 26                          | 26                          | 30                          | 34                          | 33                          | 45                          | 40                          | 50                          | 45                          |
| Week:                       | 21                          | 22                          | 23                          | 24                          | 25                          | 26                          | 27                          | 28                          | 29                          | 30                          | 31                          | 32                          | 33                          | 34                          | 35                          | 36                          | 37                          | 38                          | 39                          | 40                          |
| Positie:                    | 54                          | 66                          | 81                          | 61                          |                             |                             |                             |                             |                             |                             |                             |                             |                             |                             |                             |                             |                             |                             |                             |                             |

### NPO Radio 2 Top 2000
| Nummer met noteringen in de NPO Radio 2 Top 2000 | '13  | '14 | '15 | '16  | '17  | '18 | '19  | '20  | '21  | '22  | '23  | '24  |
| ------------------------------------------------ | ---- | --- | --- | ---- | ---- | --- | ---- | ---- | ---- | ---- | ---- | ---- |
| On Top of the World                              | 1052 | 481 | 883 | 1425 | 1209 | 981 | 1159 | 1419 | 1511 | 1350 | 1612 | 1436 |

1. ↑  Een vetgedrukt getal geeft de hoogste notering aan.
2. ↑  2013 was het eerste jaar met een notering voor dit nummer.